# Alessandro Pavolini
Alessandro Pavolini (Florencia, 27 de septiembre de 1903-Dongo, 28 de abril de 1945) fue un abogado, político, periodista y ensayista italiano, especialmente conocido por el papel que jugó en la Italia fascista. Llegó a ser ministro de Cultura Popular, entre 1939 y 1943, estando a cargo del aparato de propaganda fascista. Durante el período de la República de Saló fue la cabeza visible del Partido Fascista Republicano, así como uno de los principales colaboradores de Mussolini durante sus últimos años. Capturado por los partisanos, fue fusilado al final de la Segunda Guerra Mundial.

## Biografía

### Primeros años
Nació en Florencia en 1903. Pavolini era hijo de Paolo Emilio Pavolini, un prestigioso profesor de Sánscrito y otras lenguas indoeuropeas; su hermano mayor era un prominente dramaturgo. Buen estudiante, se licenció en derecho por la Universidad de Florencia y en ciencias políticas por La Sapienza de Roma, moviéndose a menudo entre las dos ciudades.
Después de unirse al movimiento fascista de Benito Mussolini, en 1920, participó en numerosas acciones de los Camisas Negras, y lideró un escuadrón durante la Marcha sobre Roma en 1922, momento en el que Mussolini y su movimiento se hicieron con el poder en Italia. Inicialmente ejerció su actividad en el ámbito cultural fascista, pero gracias a su amistad con el líder fascista de Florencia, Luigi Ridolfi, comenzó su andadura en política y en 1927 se convirtió en el lugarteniente de Ridolfi. Entre 1929 y 1934 fue el jefe local del Partido Nacional Fascista (PNF), ejerciendo también como escritor en varias publicaciones de distinta índole como el diario Corriere della Sera. Se le consideró un «protegido» de Galeazzo Ciano, yerno de Mussolini.

### Carrera política
Participó en la segunda guerra ítalo-etíope con el grado de teniente, supervisando un escuadrón que estaba al mando de Galeazzo Ciano, y también ejerciendo como corresponsal del Corriere della Sera. A pesar de su carrera política, Pavolini también publicó varios ensayos literarios y culturales. En octubre de 1939, unas semanas después del estallido de la Segunda Guerra Mundial, Pavolini fue nombrado Ministro de Cultura Popular, cargo que ejerció hasta febrero de 1943. Desde este puesto dirigió la propaganda del régimen, llegando a entrar en conflicto con algunos periodistas y jerarcas fascistas que la acusaron ante Mussolini de publicaciones "desmoralizantes".
Para ese momento el desarrollo de la guerra se había vuelto en contra de Italia, las derrotas militares en África y la invasión aliada de Sicilia provocaron la caída de Mussolini. El 25 de julio de 1943 el Gran Consejo Fascista votó a favor de destituir al Duce, lo que supuso su encarcelación y la prohibición del partido fascista, mientras el rey Víctor Manuel III designaba al general Pietro Badoglio como jefe de Gobierno. No obstante, los alemanes reaccionaron con rapidez y tras liberar a Mussolini, lograron mantener el control del norte y centro de Italia. Mussolini proclamó la República Social Italiana y la reconstrucción del antiguo Partido Fascista con fundación del Partido Fascista Republicano (PFR); en ese contexto Pavolini fue nombrado secretario del nuevo partido.
A todos los efectos, Pavolini se convirtió en el lugarteniente de Mussolini y en el segundo hombre más importante del régimen de Saló. Reflejo de la nueva situación fue el primer Congreso del PFR, celebrado en la ciudad de Verona: mientras que Mussolini no asistió al mismo, Pavolini escenificó su nuevo poder y presentó en público el llamado «Manifiesto de Verona». Además de la dirección del Partido Fascista, también se hizo cargo de las milicias asociadas al mismo y de los antiguos Camisas negras, ahora renombrados como «Brigadas Negras».

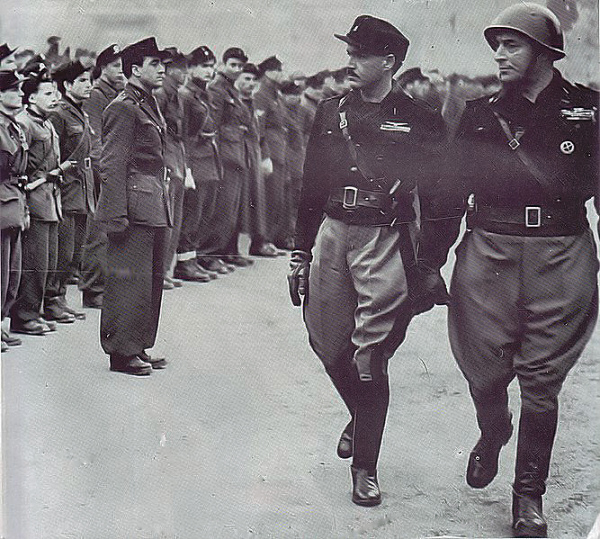
Pavolini y Vincenzo Costa pasando revista a las Brigadas Negras en Milán (diciembre de 1944).

En noviembre de 1943 Pavolini ganó notoriedad al dirigir la ejecución arbitraria de 64 ciudadanos de la ciudad de Ferrara, en venganza por la muerte el día anterior de un jefe fascista, Igino Ghisellini, mientras salía de la ciudad, acto del que rápidamente se acusó a los antifascistas. Posteriormente se supo que en realidad Ghisellini había muerto en medio de una disputa con otro líder fascista. El propio Mussolini censuró en privado a Pavolini por la masacre de Ferrara, calificándola de «acto estúpido y bestial».
A mediados de 1944 Pavolini entró en conflicto con el Mariscal Rodolfo Graziani, a la postre Ministro de defensa de la RSI, con motivo de la militarización de la Guardia Nazionale Repubblicana (GNR) y de las milicias fascistas sobre las cuales el propio Pavolini ejercía como máximo comandante. Graziani deseaba poner a la GNR bajo su mando e integrar a las milicias dentro de la estructura del Esercito Nazionale Repubblicano, lo que finalmente consiguió con apoyo de los jefes militares de la Wehrmacht alemana. Pavolini se mostró frontalmente en contra, ya que prefería recuperar la organización inicial de los "escuadristas" como en los primeros tiempos del fascismo, teniéndolos subordinados a un mando político y no a militares profesionales. En tanto la RSI precisaba de las tropas alemanas de ocupación para subsistir, y el mando militar alemán apoyaba las tesis de Graziani, Pavolini vio frustrados sus esfuerzos. De hecho los alemanes desconfiaban totalmente de las milicias fascistas al considerarlas de escasa valía bélica; por lo demás, las milicias fascistas se mostraron poco efectivas en combate y los jefes alemanes las destinaron exclusivamente a la represión de los partisanos en la retaguardia germana. En ese contexto, Pavolini se ganó la fama de sanguinario en dichas tareas represivas.
En las últimas semanas de la contienda, Pavolini fue uno de los jerarcas que propuso la creación de un reducto alpino en el valle de  Valtelina, lugar donde se retirarían los líderes fascistas junto a varios miles de camisas negras a semejanza del "Reducto Alpino" de la Alemania nazi. El plan reveló ser totalmente irreal cuando se produjo el colapso de la RSI en abril de 1945, tras el comienzo de la ofensiva aliada, al descubrirse la notable amplitud de las fuerzas partisanas, que las tropas alemanas planeaban retirarse a Austria dejando atrás a los fascistas italianos, y que las propias milicias fascistas carecían de armas y suministros para una resistencia seria. Al mismo tiempo, los partisanos antifascistas se sublevaron por todo el norte de Italia desde el 25 de abril, poniendo en fuga a los alemanes y tomando el control de las grandes ciudades de la Italia septentrional en pocos días, anulando rápidamente al gobierno de Saló.

### Captura y muerte

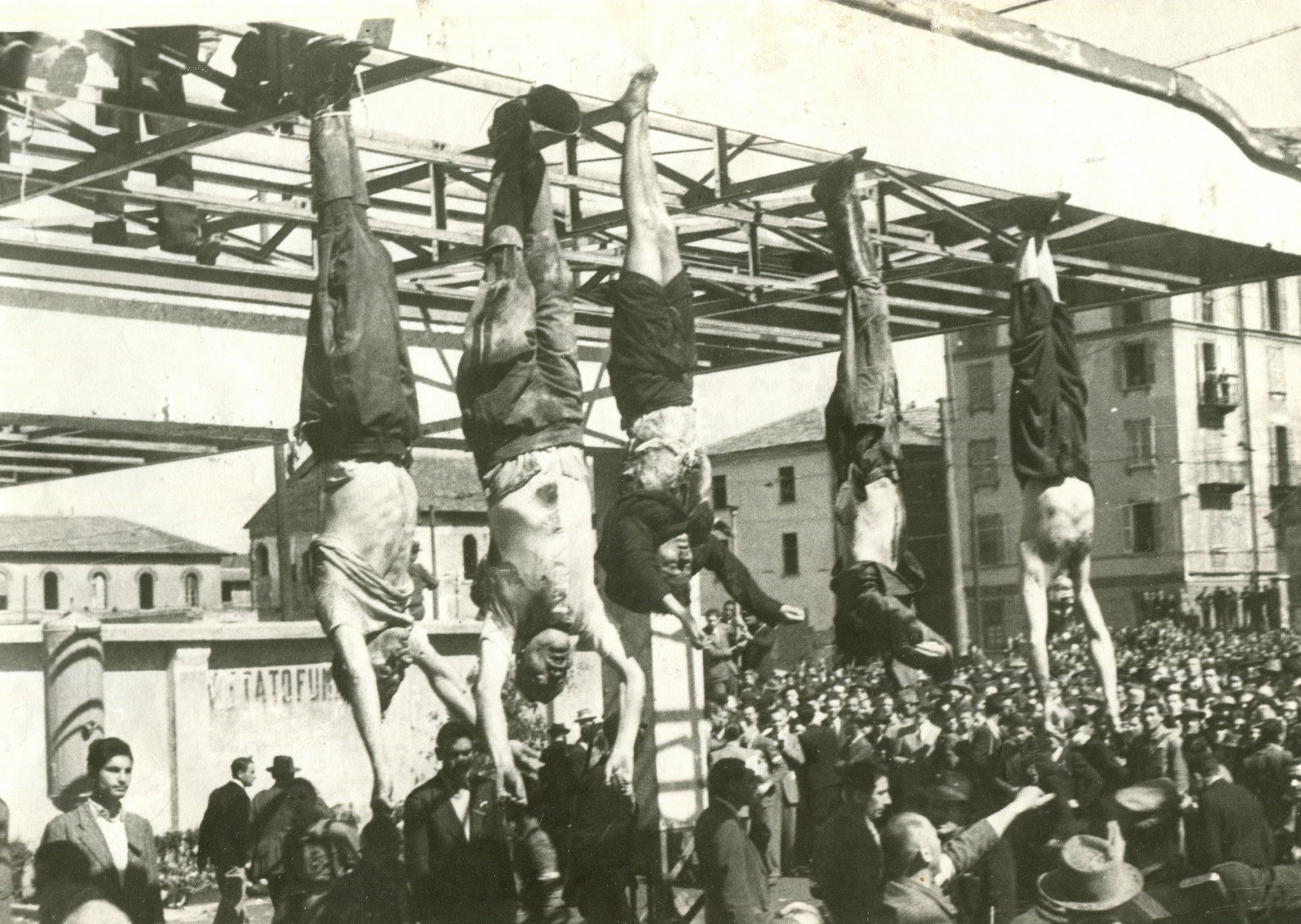
De izquierda a derecha, los cuerpos muertos de Bombacci, Mussolini, Petacci, Pavolini y Starace en la Piazzale Loreto (abril de 1945).

Constatando la imposibilidad de resistir a los partisanos (apoyados además por tropas aliadas), y ante el abandono de los alemanes, en la tarde del 25 de abril de 1945, Mussolini y sus colaboradores huyeron de Milán hacia Austria siguiendo un convoy alemán. Pavolini también iba junto a otros fascistas italianos. Días después, en un control de carretera en los Alpes, los oficiales alemanes pactaron con los partisanos en dejar pasar a las tropas germanas a cambio de entregarles a los fascistas italianos que les seguían (a excepción de Mussolini, que logró pasar vestido como un soldado alemán, solo para ser descubierto poco después). 
Advirtiendo que el mando alemán les dejaría a merced de los partisanos, Pavolini hizo un intento desesperado por escapar; ante la posibilidad de ser atrapado huyó e incluso llegó a cruzar a nado el Lago Como, pero quedó atrapado entre unas tablas y rocas. Después de ser finalmente atrapado, fue ejecutado por los partisanos en Dongo, junto a otros quince jerarcas fascistas. Antes de ser enterrado, su cuerpo fue trasladado, colgado boca abajo y expuesto en público en la milanesa Plaza de Loreto, al igual que los cuerpos de Mussolini, Clara Petacci, Achille Starace y Nicola Bombacci.